# Otar Czelidze
Otar Czelidze (gruz. ოთარ ჭელიძე, ur. 8 września 1925 w Tyflisie, obecnie Tbilisi, zm. 20 grudnia 1998) – gruziński poeta.

## Życiorys
Urodził się w rodzinie robotnika. W 1943 zaczął publikować wiersze. W 1950 ukończył studia na Wydziale Filozoficznym Uniwersytetu Tbiliskiego, następnie w latach 1950-1954 studiował w Instytucie Literackim im. Gorkiego. W 1958 został członkiem KPZR. Uprawiał lirykę refleksyjną, pisał także poematy i wiersze dla dzieci. Przetłumaczył na gruziński m.in. Eugeniusza Oniegina A. Puszkina oraz Wasilija Tiorkina i Za dalą dal Aleksandra Twardowskiego, ponadto kilka ksiąg Pana Tadeusza Adama Mickiewicza. Był odznaczony Orderem Czerwonego Sztandaru Pracy i Orderem „Znak Honoru”. Przekłady jego twórczości na polski ukazały się w Antologii poezji gruzińskiej (1961), Antologii poezji radzieckiej (1979) oraz w antologii Poezja gruzińska (1985).